# Telekom Bakı Voleybol Klubu
Il Telekom Bakı Voleybol Klubu è una società pallavolistica femminile azera con sede a Baku: milita nel campionato di Superliqa.

## Storia
Il Telekom Bakı Voleybol Klubu viene fondato nel 2012 come seconda squadra del Rabitə Bakı Voleybol Klubu. Sin dalla sua fondazione il club prende parte alla Superliqa azera, nella quale debutta nella stagione 2012-13, che chiude al sesto e penultimo posto. Nella stagione successiva termina invece al sesto e questa volta ultimo posto. Dopo la chiusura del Rabitə, nella stagione 2015-16, il Telekom ne eredita parte della dirigenza e delle atlete ancora sotto contratto, nonché il diritto di partecipare alla CEV Champions League, uscendo di scena alla fase a gironi, per poi raggiungere la finale scudetto, persa contro l'Azərreyl Voleybol Klubu.
Nella stagione 2016-17 si aggiudica per la prima volta lo scudetto.

## Rosa 2015-2016
| N° | Nome                 | Ruolo | Data di nascita   | Nazionalità sportiva |
| -- | -------------------- | ----- | ----------------- | -------------------- |
| 1  | Anastasiya Baydiuk   | S     | 5 dicembre 1999   | Azerbaigian          |
| 2  | Kryscina Besman      | P     | 13 febbraio 1996  | Azerbaigian          |
| 3  | Jelyzaveta Ruban     | S     | 3 marzo 1995      | Azerbaigian          |
| 5  | Marharyta Stepanenko | S     | 25 aprile 1993    | Azerbaigian          |
| 7  | Gabriela Koeva       | C     | 25 luglio 1989    | Bulgaria             |
| 8  | Marija Filipova      | L     | 10 settembre 1982 | Bulgaria             |
| 9  | Anastasija Bezsonova | S     | 21 dicembre 1999  | Azerbaigian          |
| 10 | Ana Cleger           | S/O   | 27 novembre 1989  | Azerbaigian          |
| 11 | Olena Charčenko      | C     | 25 novembre 1995  | Azerbaigian          |
| 12 | Ksenija Ivanović     | S     | 22 maggio 1986    | Montenegro           |
| 14 | Bəyaz Əliyeva        | L     | 9 giugno 1990     | Azerbaigian          |
| 15 | Lucie Mühlsteinová   | P     | 15 ottobre 1984   | Rep. Ceca            |
| 17 | Hristina Ruseva      | C     | 1º ottobre 1991   | Bulgaria             |

## Palmarès
- Campionato azero: 1

2016-17